# Bemani
A Bemani (ビーマニ, , geralmente estilizado como BEMANI) é uma subdivisão de jogos de simulação de música da Konami, conhecida principalmente por séries como Dance Dance Revolution (DDR), beatmania, Guitar Freaks, drummania, entre outros. Originalmente, a empresa se chamava Games & Music Division (G.M.D) até ser alterada em homenagem ao seu primeiro jogo de sucesso (e também seu primeiro jogo no geral), beatmania em 1997. Seu nome, BEMANI, é uma abreviatura silábica de beatmania. Após seu sucesso, a linha foi ampliada com outras séries de jogos ao longo dos anos.
Existe uma versão Arco-Íris da sua logo, criada em 2004. Esta logo alternativa é utilizada somente em alguns títulos específicos:
- Ná série Pop'n music, desde pop'n music 12 いろは, incluindo portes de console e ポップンリズミン, um exclusivo de iOS.
- Toy's March
- DanceDanceRevolution Winx Clube e DanceDanceRevolution MUSIC FIT.
- ミライダガッキ FutureTomTom

## Eventos de BEMANI

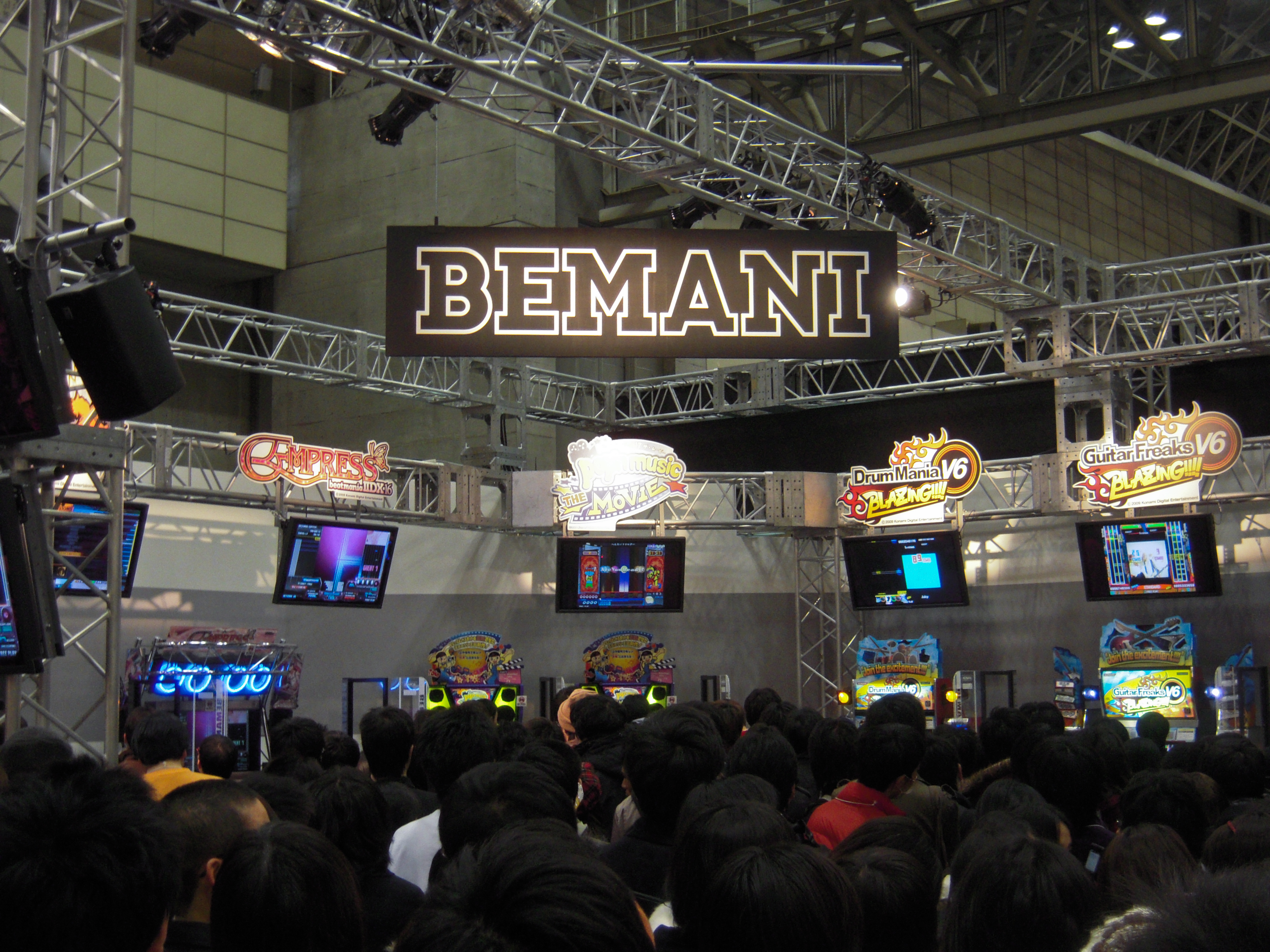
Muitos dos eventos que inaugura Konami, incluído o torneio KAC, costumam também expor vários jogos de BEMANI.

A Konami realiza vários eventos envolvendo jogos da Bemani frequentemente. Alguns deles são:

### KONAMI Arcade Championship (KAC)
Criado em 2011, o KONAMI Arcade Championship é um campeonato anual realizado pela Konami para alguns de seus jogos, os jogos que marcam (ou marcaram) presença por lá são: beatmania IIDX, DanceDanceRevolution, GITADORA, jubeat, pop'n music, REFLEC BEAT (até 2017), SOUND VOLTEX (desde 2012), DanceEvolution ARCADE (de 2012 a 2016), BeatStream (em 2014 e 2015), ミライダガッキ FutureTomTom (em 2013 e 2014), Nostalgia (de 2017 a 2022) e DANCERUSH (desde 2019).
Um segundo campeonato, chamado KAC Ásia foi sediado usando somente jogos da Bemani, em 2011. Porém, no ano seguinte, esse campeonato foi fundido com o KAC original.

### BEMANI PRO LEAGUE
Criada em 2020, a BEMANI PRO LEAGUE é outro campeonato anual apresentado pela Konami, a diferença é que somente jogos da Bemani marcam presença.

## Página oficial

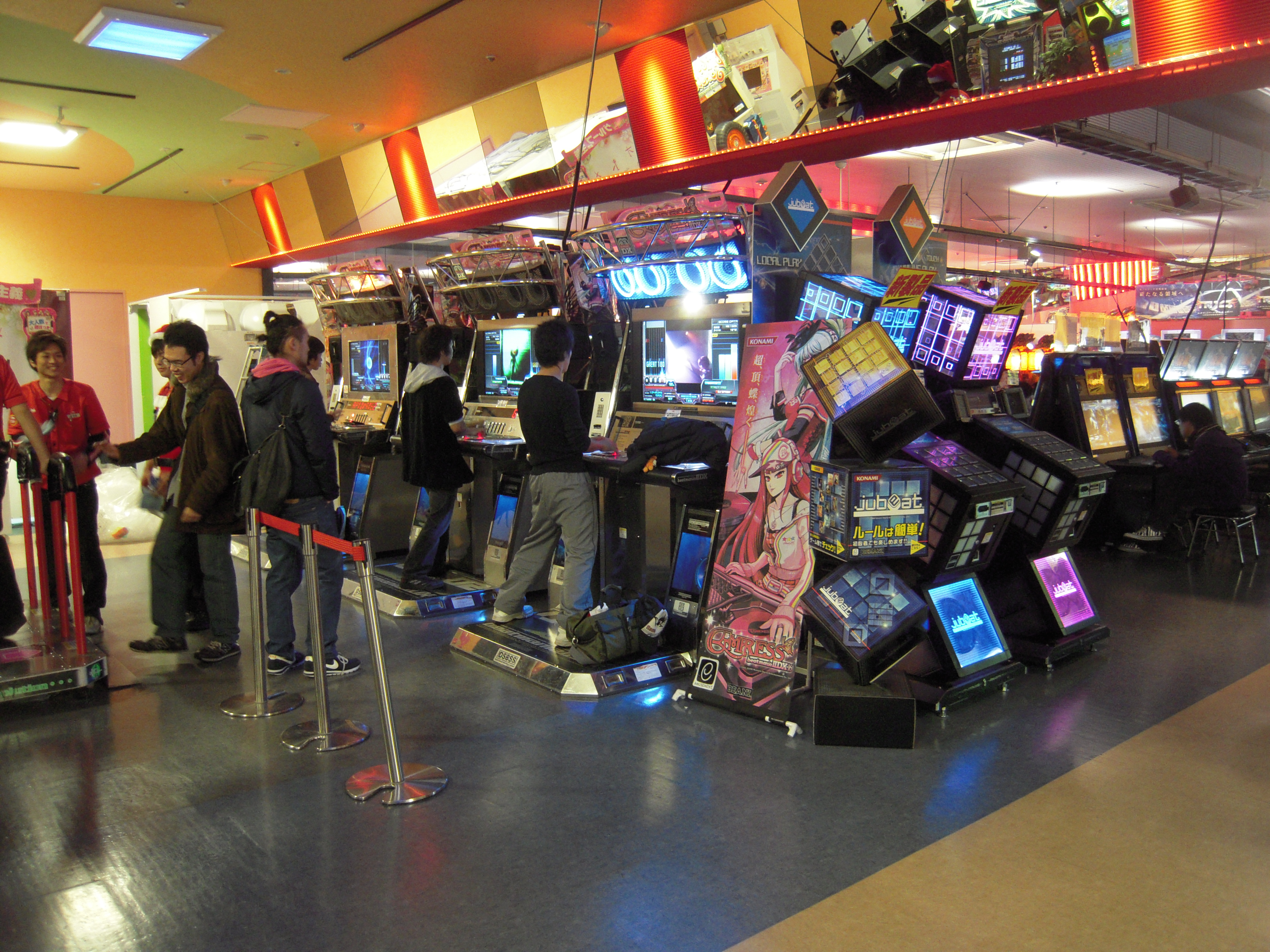
Taito Station Takadanobaba é uma das lojas que tem vários jogos eletrônicos de Bemani.

Com o passar dos anos, vários sites costumavam ser usados como páginas oficiais para a BEMANI. Entre 2007 até 2010, dois sites serviam como fontes principais de informação sobre a mesma; BEMANI Portal, Que divulgava os lançamentos de seus jogos, e BEAT REVOLUTION (que posteriormente foi substituído pelo BEMANI MUSIC FOUNDATION), que mostrava suas músicas. Desde 2012, o BEMANI Fan Site é o único site oficial da BEMANI ainda ativo.